# Triatlon
Triatlon eller triathlon er en multisportsgren og olympisk disciplin bestående af svømning, cykling og løb i netop denne rækkefølge. 
Det første triatlonstævne blev afholdt 4. september 1921 i Marseille i Frankrig, hvor svømmeklubben Petit Perillon afholdt et løb, der blev kaldt Course des Trois Sports, som kan oversættes til løbet med de tre sportsgrene. Distancerne var 7 km cykling, 5 km løb og 200 m svømning.
Triatlon, som det kendes i dag, stammer fra San Diego i Californien i USA, hvor der i september 1974 blev afholdt en konkurrence omfattende 6 amerikanske mil løb, 5 mil cykling og 500 yards svømning. Triatlon blev en olympisk disciplin ved OL i Sydney 2000. Den olympiske distance består af 1500 m svømning, 40 km cykling og 10 km løb. Disse distancer er valgt, fordi de allerede var på OL-programmet inden for de respektive sportsgrene.

## Distancer
De mest udbredte triatlondistancer:
| Distance          | Svømning (m) | Cykling (km) | Løb (km) |
| ----------------- | ------------ | ------------ | -------- |
| 4-18-4            | 400          | 18           | 4        |
| Sprint            | 750          | 20           | 5        |
| Olympisk distance | 1500         | 40           | 10       |
| Halv Ironman      | 1900         | 90           | 21,09    |
| Langdistance      | 3000         | 120          | 30       |
| Ironman           | 3800         | 180          | 42,195   |

## Regler
De tre discipliner svømning, cykling og løb gennemføres uden pauser, idet der dog skiftes tøj og sko undervejs. Der er en lang række regler for skiftene. De vigtigste er, at man ikke bevidst må genere andre, og at man ikke må cykle i skiftezonen. Sker dette får udøveren en advarsel eller diskvalificeres. 
Derudover er der nogle specifikke krav til udøvelsen af disciplinerne. 

### Svømning
I svømmekonkurrencen starter alle samlet (der findes varianter med jagtstart – typisk sprintdistancer – hvor deltagerne starter enkeltvis med fast interval). Badehætte er obligatorisk. Er vandet under 23 °C (lang distance) eller 22 °C (kort distance) er det tilladt at bruge våddragt. Ved lavere vandtemperaturer end 18 °C (lang distance) eller 16 °C (kort distance) bliver svømmedistancen forkortet.

### Cykling
Svømme-cykle-skift, også kaldet T1: Man skal iføre sig sin cykelhjelm før man må tage sin cykel. 
Cykle-løbe-skift, også kaldet T2: Man skal sætte sin cykel, før man må tage sin cykelhjelm af.
Stævner og distancer bliver delt op i draft og non draft. Som ofte er OL-distancen draft på eliteniveau. På de lange distancer, er der stadig tale om non draft-stævner.

#### Draftstævner
På visse – typisk kortere – distancer, på eliteniveau er det nu tilladt at ligge "på hjul". Ændringen gør cykeletapen mere taktisk end tidligere. Dette er også ensbetydende med at et stævnes udfald kan afgøres i svømmefasen. I almindelighed afgøres draftstævner dog i løbefasen, da de førende cyklister oftest kommer til skiftezonen i en gruppe.

#### Non Draft-stævner
World Triathlon Corporation, den organisation som står bag Ironman-stævnerne: 7 meter mellem cyklerne. 
ITU / ETU (herunder DK): 10 meter mellem cyklerne.
Ved overhaling skal den overhalende trække 2 meter ud til siden. Overhalingen skal være gennemført inden for 30 sekunder. Når den overhalende har overhalet, er det den overhaledes pligt at falde tilbage, så afstandsreglen bliver overholdt. 
Hvis disse ikke bliver overholdt, kan dommerne udstede straf. Typisk en strafrunde på løbeturen á eksempelvis 400 meter. Det kan også være en "stop and go"-straf. hvor man skal stoppe og løfte begge hjul fri fra jorden, hvorefter man må fortsætte. På Hawaii er straffen at man ved T2 skal vente i en straffeboks i 4 min.

### Løb
Den eneste regel er at udøverne må gå eller løbe (ikke kravle på alle fire).

## Udstyr

### Svømning
Badehætte, svømmebriller, våddragt og evt. næseklemme. 
Da våddragten skal sidde som om den var malet på, kan den være svær at få på. Babypudder og/eller bodyglide kan være et godt redskab til at få dragten lettere på uden at man ødelægger neoprenen.  

### Cykling
Ved draftstævner:
Der skal køres på almindelige cykler med trekantramme, og cyklen skal have et racerstyr som ved landevejsløb. Der må monteres en bøjle på styret, dog skal bøjlen være lukket i enderne og må ikke stikke længere ud end bremsegrebene.
Ved non draft-stævner:
Her må enkeltstartscykler benyttes, hvilket inkluderer deciderede enkeltstartsstyr, med gearskiftere ved bar-enderne.
Der skal cykles med godkendt hjelm.
For nye i sporten kan det være et dilemma om, man skal købe en racer-cykel og eller en enkeltstartscykel. Fordelen ved en racer-cykel er at den er anvendelig til stort set alle distancer inkl. cykelløb, men samtidig er det også et kompromis, hvis man udelukkende ønsker at dyrke lang distance triathlon, hvor enkeltstartscyklen helt klart har sine fordele. 

### Løb
Løbesko og ofte en kasket, da konkurrencerne ofte bliver afholdt i varme og solbeskinnede områder. Det er forbudt med bar overkrop i cykel og løb.

## Rekorder

### OL-Rekorder
Ved OL i Sydney blev følgende olympiske rekorder sat:
Kvinder
2 t 0 min. 40,50 sek. – Brigitte Mcmahon (Sch)
Mænd
1 t 48 min. 24,01 sek. – Simon Whitfield (Can)

## Afledte sportsgrene
- Aquatlon – konkurrencer, der kun omfatter sportsgrenene svømning og løb.
- Duatlon – konkurrencer, der kun omfatter sportsgrenene cykling og løb.
- Xterra – offroad-triatlon, hvor der cykles på mountainbike og løbes terrænløb.
- Cross triatlon – offroad-triatlon, der minder om Xterra